# Amphitrite (planetka)
(29) Amphitrite je planetka nacházející se v hlavním pásu asteroidů. Byla objevena 1. března 1854 britským astronomem Albertem Marthem. Své pojmenování nese po řecké bohyni Amfitrítě.